# Улица Гоголя (Казань)
Улица Го́голя (тат. Гоголь урамы) — улица в Вахитовском районе Казани, проходит от улицы Щапова (как продолжение улицы Маяковского) к реке Казанке. Является одной из границ Лядского сада.
Названа в честь великого русского писателя Николая Гоголя (1809—1852).

## История

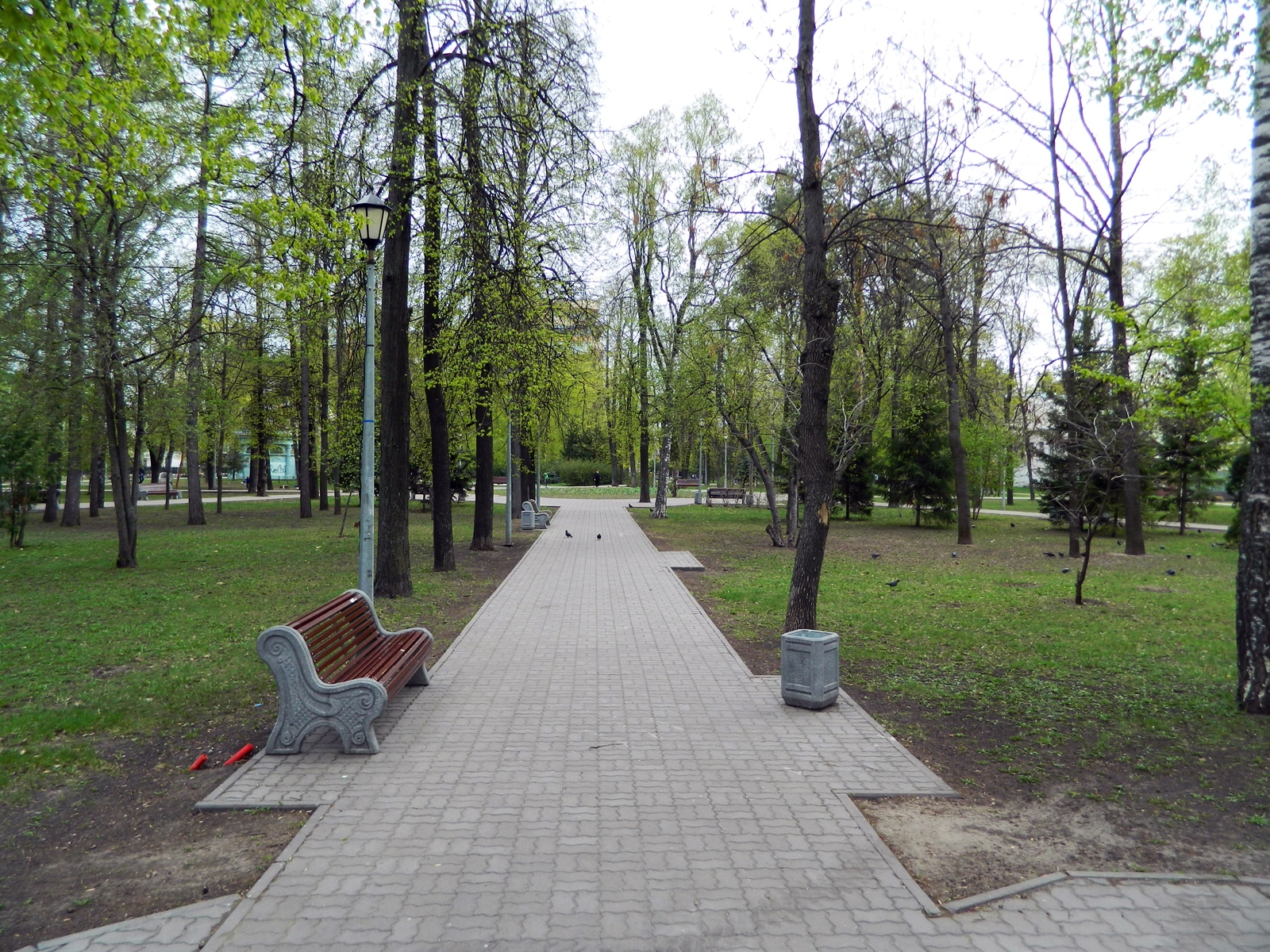
Лядской сад

Прежнее название — Поперечно-Лядская.
Одновременно с тем называлась также Старо-Комиссариатская по располагавшемуся здесь комиссариату, участок улицы от Большой Красной к Казанке назывался Интендантским переулком по большому вещевому складу Интендантского управления.
Современное название с 1927 года.
В доме генерала Лецкого (современный адрес — ул. Гоголя, 6, деревянный одноэтажный домик в пять окон не сохранился) останавливался император Павел I, приезжавший в Казань в 1798 году.
На участке при д. 21а работал садовником и дворником у генеральши Корнэ Алексей Пешков.

## Достопримечательности
- № 1 — дом Никифорова (1864 год, архитектор Пётр Романов).[5][6]
- № 2 — Казанское театральное училище
- № 7 — Третья Казанская гимназия
- № 8 — жилой дом Казанской железной дороги.[7]
- № 15/54 — жилой дом комбината «Спартак».[8][9]
- № 16 — бывшее общежитие КГУ.[10]

## Известные жители
д. 5 — А. Я. Данилевский, В. Н. Шубин.
д. 17/8 — Муса Джалиль (музей-квартира поэта), Халил Абжалилов (мемориальная доска), Фатима Ильская (мемориальная доска).
д. 19 — Н. Ф. Высоцкий
д. 23а — С. Г. Батыев (мемориальная доска).
д. 29 — А. И. Пор